# Santería

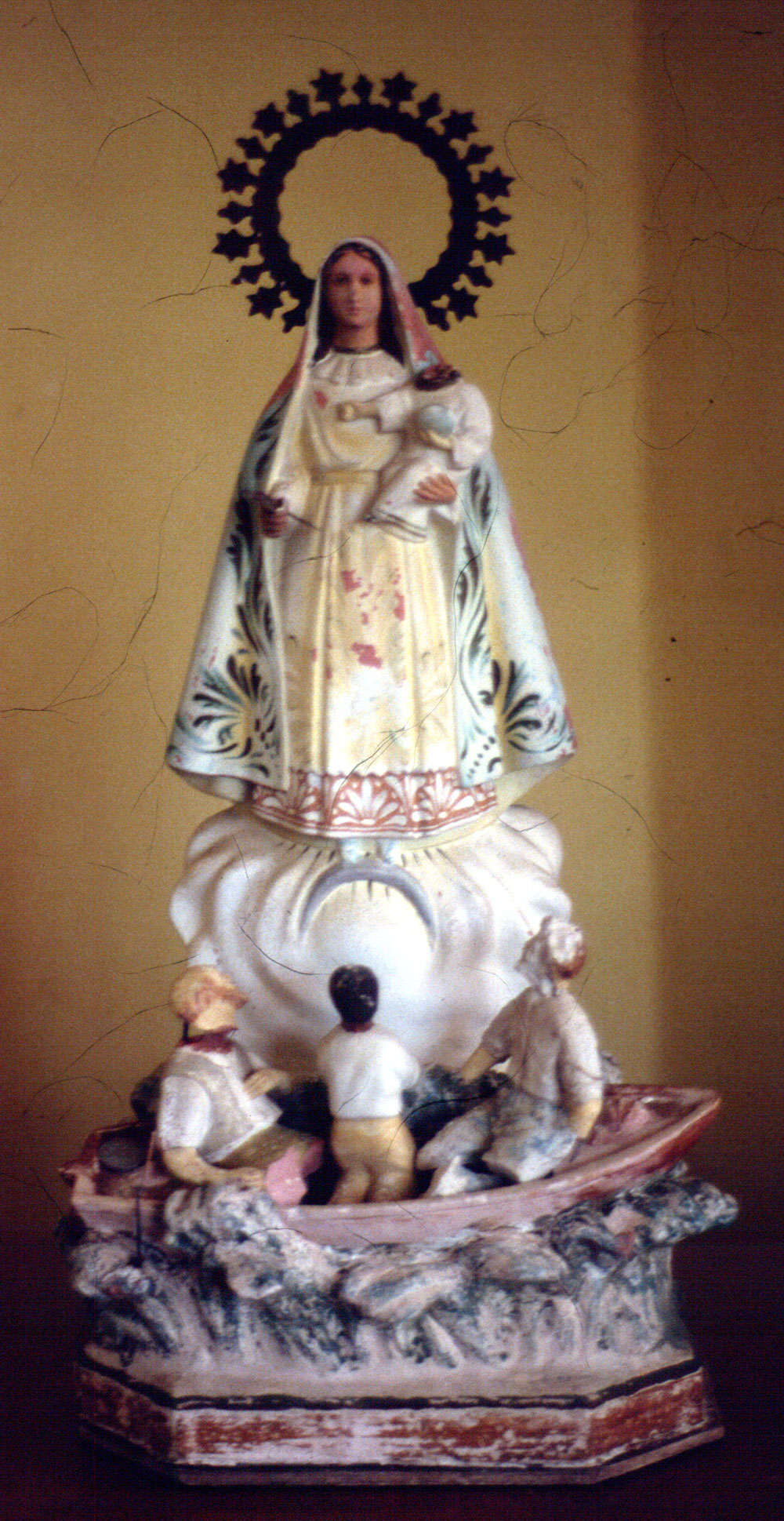
1. Virgen de la Caridad del Cobre in der katholischen Kirche und
2. Ochún in der Santería

Die Santería (spanisch, zumeist mit „Weg der Heiligen“ übersetzt) ist eine synkretistische, afroamerikanische Hauptreligion in Kuba, die ihre Orishas (Götter der Yoruba) mit katholischen Heiligen (spanisch santos) vermischt.
Viele Katholiken in Kuba suchen Rat und Heil bei einer Santera, einem Santero oder einem Babalao und sind praktizierende Anhänger der Santería. Durch die vorgebliche Einheit von katholischen Heiligen mit Aspekten der Götter der Santería sehen sie in ihrem Handeln auch keinen Widerspruch. Die katholische Kirche lehnt die Santería und ihre Praktiken grundsätzlich ab, toleriert aber die Volksfrömmigkeit.
In den USA hat sich aus der Santería ein Spiritismus entwickelt, der Santerismus, bei dem nach dem Vorbild Allan Kardecs die Geister von Verstorbenen, katholische Heilige und Götter der Santería in Sitzungen beschworen werden.

## Entwicklung in Kuba

### Entstehung
Nach der Entdeckung und Eroberung wurde Kuba von den Spaniern kolonisiert. Der atlantische Sklavenhandel sorgte für die erforderlichen Arbeitskräfte. Mit dem Anbau von Zuckerrohr wurde der Sklavenhandel im 18. und 19. Jahrhundert massiv gesteigert.
Die Sklaven wurden gewaltsam christianisiert. Sie durften sich teilweise in religiösen Ratsversammlungen (cabildos) organisieren und ihre Batá-Trommeln benutzen. Im 17. Jahrhundert führte die katholische Kirche in vielen kubanischen Städten Bruderschaften (cofradías) ein, um die Heiligenverehrung zu fördern, und bot damit „ungewollt“ den Sklaven die Chance, ihren afrikanischen Götterglauben und damit zusammenhängende religiöse Traditionen, nun allerdings unter dem Deckmantel katholischer Religionsausübung, weiterhin zu praktizieren. (Daher wird das spanische Wort Santería auch mit „Scheinheiligkeit“ übersetzt.) Andererseits wollten die Sklavenhalter für ihre Sklaven neben der notwendigen Verpflegung nicht noch die Kosten der Christianisierung für Taufe, Ehe und Begräbnis übernehmen.

### Kulte
Es gibt afrokubanische Kulte mit ähnlicher Tarnung. Die Santería im engeren Sinn ist die Regla de Ocha (Regel des Orisha).
- Die Regla de Ocha ("Regel des Orisha") bei den Lukumí  basiert auf den Traditionen der Yoruba und ist besonders im Westen Kubas verbreitet. Die Nachfahren der Yoruba auf Kuba sind die Lukumí.
- Die Regla de Palo (Regel des Heiligen Baums), (auch Regla Congo, Palo Monte, Palo Mayombe) basiert auf den Traditionen des Kongo und ist besonders im Osten Kubas verbreitet.
- Die Geheimgesellschaft der Abakuá basiert auf Traditionen aus der Umgebung der Hafenstadt Calabar.

Darüber hinaus existieren zahlreiche andere Gruppen, wie die des Voudou (auch Vudú oder Voodoo), die Regla Arará (oder Arada) und die Gangá Longobá.

### Zulauf seit 1990
Nachdem der marxistisch-leninistische Materialismus nach dem Sieg der Revolution 1959 zur offiziellen Staatsdoktrin in Kuba erklärt worden war, distanzierten sich viele Kubaner von der Religion. Die Santería passte nicht mehr ins neue marxistische Weltbild und bekennende Gläubige wurden im gesellschaftlichen Leben oftmals benachteiligt. Erst mit Beginn der Wirtschaftskrise ist es Anhängern der afrokubanischen Religionen offiziell erlaubt, der Kommunistischen Partei Kubas anzugehören. Seitdem erlebte besonders die Santería einen erneuten Aufschwung. Beispiel für deren heutige Popularität ist die Wallfahrt zum Dorf Rincón bei Havanna, wie im gleichnamigen Film beschrieben.

## Merkmale
Die Santería ist im weitesten Sinne eine ethnische Religion. Sie beruht auf überlieferten und weitgehend geheim gehaltenen Mythen. Jeglicher Versuch, die religiösen Regeln in Schriftform zu kanonisieren, scheitert, da es keine Institution gibt, die über richtige oder falsche Religionsausübung entscheidet. Die Kosmologie basiert auf einem untrennbaren Kosmos, in der die unsichtbare Hälfte (orún) und die sichtbare Hälfte (aye) über Ashé wechselwirken und in einer Balance gehalten werden. Eine Hilfe bedingt ein Opfer. Es gibt keine Polarisierung in das Gute und das Böse.
Im Orí (wörtlich in Yoruba: Kopf) ist die Bestimmung (Yoruba: ayanmó) verankert, die ein Mensch bei seiner Geburt mitbringt und die eine „teilweise“ Reinkarnation seiner Ahnen ist. Schwierige Lebenssituationen werden als Anzeichen dafür gesehen, dass das Orí verwirrt ist. Mittels Wahrsagung wird die Ursache erforscht, ob sie Ergebnis der Handlungen von Feinden (schwarze Magie), Ergebnis der eigenen Unausgeglichenheit (zu wenig Ashé) oder vom Schicksal bestimmt ist. Während die Besessenheit im Christentum und insbesondere in der katholischen Kirche dämonisiert wird, ist sie in der Santería die „heilige Quelle der Persönlichkeit“ des Gläubigen und wird durch geweihte Batá-Trommeln (ilú-añá), antiphonalen Gesang und Trancetanz induziert.
Es gibt keine Abgrenzung zur Magie wie im Christentum. Man glaubt, dass Orishas Wunder in der Liebe, im Glück, beim Gelderwerb und in der Gesundheit bewirken, die zumeist über die Santeros im Orakel erfragt und umgesetzt werden. Insbesondere glaubt man an Amulette und die magischen Kräfte in Pflanzen und Kräutern, die praktisch jedes Ritual benötigt. Die wichtigste Kräutermischung ist das omiero, das für fast alle Rituale unentbehrlich ist und aus mindestens 21 verschiedenen frischen Kräutern besteht, die in Regenwasser zerstampft werden. Diese Mischung dient als Heiltrank, Gewürz und zur Weihung der Glasperlenketten der Orishas und der Kaurischnecken beim Orakel.

## Hierarchie
Olódumaré ist der allmächtige Gott und der Schöpfer der Ashé und der Orishas. Er hat mehrere Aspekte. Olofi ist derjenige Aspekt, der noch von Menschen über Orishas erreicht werden kann. Aber er ist weit entfernt von den Problemen des Alltags. Olódùmarè kommen keine Opfergaben zu, auch weihen sich ihm keine Priester.
Orishas sind vermenschlichte Geistwesen/Götter, wie Naturgeister, Kulturheroen und deifizierte Ahnen, die als Boten und Vermittler zwischen òrun und aye agieren. Sie unterscheiden sich regional in ihrer Bedeutung, ihren Aspekten und ihren Beziehungen. Ihnen sind Farben, Zahlen, Pflanzen, Klänge, Rhythmen, Lieblingsspeisen und Lieblingsgetränke zugeordnet. In der Santería zählen etwa zwanzig Orishas zum Kernbereich. Von sieben Orishas, den „Sieben Afrikanischen Mächten“ (Siete Potencias Africanas), kann der Gläubige besessen sein.
Die Ahnen (oku orun, osi, babanla, iyanla) können einen Teil eines Neugeborenen konstituieren. So wird ein junges Mädchen, das als Reinkarnation der Großmutter erkannt wird, Yetunde („Mutter ist zurückgekehrt“) genannt.

## Rituale
Bei allen Ritualen wird der Orisha Elegguá als erster begrüßt und erhält als erster seine Opfergaben.
Die Santeria kennt vier fundamentale Rituale:
- die Wahrsagerei
- das Opfer
- die Trancetänze
- die iniciación

Der Ahnenkult der Yoruba (Egungun) und anderer afrikanischer Ethnien ist in der Diaspora weitgehend durch den Spiritismus ersetzt worden.
| Orakel                      | Durchführung              | Instrumentarium | Anmerkung |
| --------------------------- | ------------------------- | --- | --- |
| Ifá-Orakel (tablero de ifá) | nur von Babalaos          | 16 Palmnüsse (ikin ifá) in einer Schale (agere ifá), ein Divinationsbrett (opon ifá), ein Divinationsstab (ìróké-ifá). | Der Orisha Orunmila als Patron des Ifá-Orakels, 256 Orakelzeichen (odù), langjähriger Lernprozess. UNESCO-Meisterwerk der Menschheit. |
| diloggún                    | nur von Santeros          | 16 Kaurischnecken | Kaurischnecken als Münder der Orishas, viel einfacher als das Ifá-Orakel.                                                             |
| obbi (Biagué)               | von Santeros und Babalaos | 4 Stücke einer getrockneten Kokosnuss                                                                                  | alltägliche Befragung der Orishas, z. B. über Art und Ort von Opferritualen und über die Zufriedenheit der Orishas.                   |

Mit einer Initiation steigt der Gläubige in der Hierarchie seiner Glaubensgemeinschaft auf. Innerhalb der Santería benötigt er dafür einen padrino (Paten) oder eine madrina (Patin), die selbst als Santero oder Santera initiiert sein müssen. Es gibt vier Initiationen innerhalb der Santería:
1. Es werden fünf Halsketten (elekes) vergeben, die den fünf Orishas Elegguá, Obatalá, Changó, Yemayá und Ochún (Orishas de fundamento) geweiht sind. Die Farben der Glasperlen sind die Farben der jeweiligen Orishas. Die Schnur der Halsketten muss das Blut der Opfertiere aufnehmen können, denn im Blut ist die Ashé. Während des komplexen Rituals (Reinigung, Gebete) wird über Obi–Orakel festgestellt, ob die jeweiligen Orishas mit allem zufrieden sind.
2. Während dieser Zeremonie werden die vier Krieger (guerreros) symbolisch vergeben: Elegguá als Zementfigur, Ogún als ein Arbeitswerkzeug aus Metall, Ochosi als Armbrust und Osún als Hahn auf einer Tasse mit kleinen Glöckchen.
3. Santeros sind die Priester in der Santería. Alle Santeros kennen die Heilpflanzen und Volksmedizin. Die Vorbereitungszeit in Kuba dauert bis zu drei Jahre. Die Initiation selbst dauert drei Tage. Die Zeremonien sind geheim. Der Aspirant stirbt einen symbolischen Tod, wird als Santero neu geboren und erlebt zum ersten Mal die Besessenheit durch seinen Orisha, der sich in seinem Kopf festsetzt (asiento). Danach bleibt er ein Jahr lang Novize (iyawó) und muss einige Tabus einhalten. Er wird in dieser Zeit in die Religion eingeführt und wird mit sämtlichen Regeln und Ritualen vertraut gemacht.
4. Ein Babalao (auch: Babalawo) ist ein Hoherpriester, das höchste Amt in der Santería. Diese Initiation findet nur unter strengster Geheimhaltung statt und der Initiant muss schwören, den Vorgang der Zeremonie niemals an Außenstehende weiterzugeben. Ein Babalao ist Orunmila geweiht, dem Orisha der Weisheit und Patron des Ifá-Orakels.

Mit Trancetänzen werden die Orishas in Ritualen gefeiert, die zu ihren Ehren stattfinden (Bembé-Rituale). Musikalisch begleitet werden diese Rituale mit Batá-Trommeln, wobei jede Gottheit einen eigenen Rhythmus hat, mit Variationen für den Ablauf des Rituals, wie Anrufung der Gottheit, Gespräch und anderes.
Das Opfer (ebbo) ist ein wesentlicher Bestandteil in der Santería. Die Art der Opfer ist abhängig vom jeweiligen Orisha und von einer Befragung des Orakels und reicht von einer Kerze über Obst bis zum Tier. Für die Orishas gilt ein von ihnen nicht gewolltes Opfer als extreme Beleidigung.

## Verschmelzungen
- Die Anhänger der Santería sind Mitglieder der katholischen Kirche.
- Obatalá wird mit Jesus Christus synkretisiert.
- Katholische Heilige werden regional unterschiedlich den Aspekten der Orishas zugeordnet und wie Götter (Polytheismus) oder Schutzengel (Monotheismus) verehrt.
- Die innerhalb der Santería tradierte Volksmedizin beeinflusst den kubanischen Katholizismus.

Die hier vorgenommene Zuordnung der Orishas zu katholischen Heiligen soll nur eine grobe Vorstellung vom Synkretismus vermitteln. Interessant ist eine Abbildung der Siete Potencias Africanas auf katholische Heilige, bei der in ihrer Mitte Obatalá als gekreuzigter Jesus Christus dargestellt wird. Zur Elekes-Initiation gehören die ersten fünf Orishas.
| Orisha                               | Herrschaftsbereich                           | kath. Heiliger                                           | Farbe                                                   |
| ------------------------------------ | -------------------------------------------- | -------------------------------------------------------- | ------------------------------------------------------- |
| Obatalá (Orishanla)                  | Schöpfer                                     | Virgen de las Mercedes                                   | weiß                                                    |
| Elegguá (Elegba, Eshú)               | öffnet und schließt die Wege                 | Niño de Atocha Antonius von Padua                        | rot + schwarz, schwarz + weiß                           |
| Yemayá (Yemoja)                      | Meer, Geburt, Tod                            | Virgen de Regla                                          | je nach Camino: hellblau + weiß, blau + transparent     |
| Ochún (Oshún, Òsun)                  | Flüsse Liebe                                 | Virgen de la Caridad del Cobre                           | je nach Camino: amber + gelb, korall + gelb, rot + gelb |
| Changó (Shangó, Sàngó)               | Krieg, Kraft, Männlichkeit, Blitz und Donner | Barbara                                                  | rot + weiß                                              |
| Oggún (Ogún)                         | Eisen, Berge, Wälder                         | Petrus (Havanna), Paulus, Johannes der Täufer (Matanzas) | schwarz + grün                                          |
| Oyá oder Orunmila als siebter Orisha |                                              |                                                          |                                                         |
| Oyá (Yansa)                          | Wind, Friedhofstor, Sturm,                   | Theresa von Ávila                                        | braun mit schwarzen und weißen Streifen                 |
| Orunmila (Orula, Orunla)             | Weisheit                                     | Franz von Assisi                                         | grün + gelb                                             |

| Orisha     | Herrschaftsbereich                 | kath. Heiliger             | Farbe                                                  |
| ---------- | ---------------------------------- | -------------------------- | ------------------------------------------------------ |
| Osaín      | Berge, Pflanzen, Heilkräuter       | Silvester I.               | alle Farben                                            |
| Aggayú     | Savanne, Wüsten, Vulkane           | Christophorus              | rotbraun + weiß                                        |
| Babalú Ayé | Gesundheit                         | Lazarus                    | je nach Camino: weiß-blau gestreift, schwarz, rotbraun |
| Ochosi     | Jagd, Gefängnis                    | Norbert von Xanten, Albert | blau + amber                                           |
| Oricha Okó | Äcker, Ernte, Regen, Fruchtbarkeit | Isidro                     | blau + rosa                                            |

## Ausbreitung
Obwohl die Santería eigentlich eine Religion der Schwarzen ist, lässt sich besonders seit den 1970er Jahren, ausgehend von kubanischen Intellektuellen, eine starke Ausbreitung auch unter weißen Kubanern beobachten. Seit der kubanischen Revolution 1959 breitet sich die Santería in den USA aus und ist in jüngster Zeit in Europa anzutreffen.
Die folkloristische Variante der Santería ist durch den Kuba-Tourismus seit Beginn der 1980er Jahre bekannt geworden. Das führte an deutschsprachigen Universitäten zu einer stärkeren Beschäftigung mit diesen Religionen.